# Laeonereis culveri
Laeonereis culveri är en ringmaskart som först beskrevs av Webster 1879.  Laeonereis culveri ingår i släktet Laeonereis och familjen Nereididae. Inga underarter finns listade i Catalogue of Life.